# Fabricación por encargo
La Fabricación por encargo o a façon implica producir un único producto para un cliente específico. Está mayormente asociada con pequeñas empresas (fabricación de barandillas para una casa específica, construcción/reparación de un ordenador para un cliente específico, hacer los centros).
- Diseño y construcción de un barco.
- Construcción de una nueva fábrica.
- Instalación de la maquinaria en una fábrica.

## Ventajas y las desventajas
Las principales ventajas de la fabricación por encargo incluyen:
- El trabajo es generalmente de una alta calidad
- Se consigue un alto nivel de personalización al cumplir los requisitos indicados por el cliente
- Mayor flexibilidad, especialmente cuando se compara con la producción en masa
- Los trabajadores se motivan más fácilmente debido a la naturaleza experta del trabajo que están realizando

Las desventajas incluyen:
- Un coste de producción más alto
- Se requiere el uso de especialistas (comparado con los trabajos repetitivos y poco cualificados de la producción en masa)
- Mayor lentitud comparado con otros métodos (producción por lotes y producción en masa)

## Características esenciales
Existen varias características que se deben considerar en un entorno de fabricación por encargo, entre las que se incluyen:
- Se deben fijar claras definiciones de objetivos.
- El procedimiento de toma de decisión debe estar claramente definido.